# 唐大圓
唐大圓（1885年—1941年2月26日），男，湖北武冈（今洞口縣）人，民国初年佛教居士、佛學家，專長於唯識學。

## 生平
1912年，皈依印光法師。
1922年，擔任武昌佛學院講師。
1941年，在洞口縣參與修建文昌橋會議，國民黨當局以他著作中有攻擊國民黨當局的字眼，將他逮捕，拘禁在邵陽警備司令部。經人擔保後釋放，但在獄中遭受刑求，2月26日於邵陽西門廣濟禪院中過世。